# Sant’Orsola a Chiaia (Nápoly)
A Sant’Orsola a Chiaia (vagy Sant'Orsola dei Mercedari Spagnoli , illetve Santa Maria della Mercede a Chiaia) egy templom Nápoly Chiaia negyedében (Largo Sant'Orsola).

## Története
A templom helyén a 16. századig egy kápolna állt, melyet 1576-ban lebontottak, hogy helyére felépítsék a Santa Maria della Mercede rend szerzeteseinek templomát és kolostorát. Az építtető Annibale de Troyanis y Mortella spanyol nemes volt. A ma látható formáját a 19. századi újjáépítés során nyerte el. Boltozatát Gravante freskói díszítik. A kolostort 1875-ben elbontották, helyén épült fel a Teatro Sannazaro.